# Panchagarh (distrikt)
Panchagarh (engelska: Panchagarh District) är ett distrikt i Bangladesh.   Det ligger i provinsen Rangpur, i den nordvästra delen av landet, 300 km nordväst om huvudstaden Dhaka. Antalet invånare är 987 644.